# Румяна Узунова
Румяна Димитрова Узунова е българска журналистка, писателка и литературен критик.

## Биография и творчество
Румяна Димитрова Узунова е родена на 18 април 1936 г. в Ямбол. Завършва МЕИ в София през 1959 г. Следва задочно българска филология в Софийския държавен университет.
До 1961 г. е проектант в „Енергопроект“ и преподавател в техникума „Киров“ в София. През 1961 – 1963 г. е редактор във вестник „Учителско дело“, откъдето е уволнена по обвинението „поет херметист“. От 1964 г. до 1974 г. е учителка в Техникума по автоматика в София. В периода 1971 – 1974 г. е редактор на вестник „Литературен фронт“, откъдето също е уволнена; спряно е телевизионното ѝ предаване „За и против“. През 1973 г. получава от ДС определението „противник на партийността в литературата“. От 1978 г. работи в „София-прес“.
Узунова емигрира през 1980 г. в Париж. Междувременно в София излиза единствената ѝ книга „Павел Вежинов – критически очерк“, скоро след това иззета от властите. От септември 1981 г. е в бюрото на „Свободна Европа“ в Мюнхен, където работи до смъртта си.
През 1988 и 1989 г. прави около 400 интервюта и репортажи, излъчени по „Свободна Европа“, „Дойче веле“, Би Би Си и „Гласът на Америка“. Завръща се в България по време на екофорума през октомври 1989 г. От 1991 г. ръководи българското бюро на радио „Свободна Европа“.
Умира на 16 септември 1995 г. от рак.
Романът ѝ „Убийство в стил рококо“ е писан в България в средата на 70-те години.
Архивът на Румяна Узунова съдържа 393 големи магнетофонни ролки, предоставени на Централния държавен архив от президента д-р Ж. Желев в средата на 90-те години на 20 век.